# Maakandoodhoo
Maakandoodhoo is een van de bewoonde eilanden van het Shaviyani-atol behorende tot de Maldiven.

## Demografie
Maakandoodhoo telt (stand februari 2003) 535 vrouwen en 630 mannen.